# 20539 Gadberry
A 20539 Gadberry (ideiglenes jelöléssel 1999 RT86) a Naprendszer kisbolygóövében található aszteroida. A LINEAR projekt keretében fedezték fel 1999. szeptember 7-én.